# Pueblo (cultura)
En el suroeste de los Estados Unidos, el término pueblo se refiere a las tribus nativas de puebloanos que tienen comunidades de ubicación fija con edificios permanentes. Los exploradores españoles del norte de Nueva España emplearon el término pueblo para referirse a los pueblos indígenas permanentes (como se utiliza en España) que encontraron en la región, principalmente en Nuevo México y partes de Arizona, en la antigua provincia de Nuevo México. Este término continuó usándose para describir las comunidades alojadas en estructuras de apartamentos construidas con piedra, adobe y otros materiales locales. Las estructuras generalmente eran edificios de varios pisos que rodeaban una plaza abierta, con habitaciones accesibles para sus habitantes sólo a través de escaleras, protegiéndolos así de robos e invitados no deseados. Los pueblos más grandes fueron ocupados por cientos o miles de habitantes de las tribus pueblo. Varias tribus reconocidas a nivel federal han residido tradicionalmente en pueblos de tal diseño. Más tarde, la arquitectura Pueblo Deco y la moderna arquitectura neopueblo, que mezcla elementos del diseño tradicional de los pueblos y los hispanos, ha seguido siendo un estilo arquitectónico popular en Nuevo México. El término forma en la actualidad parte del nombre propio de algunos sitios históricos, como Pueblo de Acoma.

## Etimología y uso
La palabra pueblo es la palabra española tanto para "pueblo" o "aldea" como para "gente" (como en nación). Proviene de la raíz latina populus que significa "pueblo". Los colonos españoles aplicaron el término a sus propios asentamientos cívicos, pero solo a los asentamientos nativos americanos que tenían ubicaciones fijas y edificios permanentes. Los asentamientos nativos menos permanentes (como los que se encuentran en California) a menudo se denominan rancherías.
En la meseta central española, la unidad de asentamiento era y es el pueblo; es decir, la gran aldea central rodeada por sus propios campos, sin granjas periféricas, separada de sus vecinos por una distancia considerable, a veces de hasta 16 kilómetros aproximadamente. Las exigencias de la rutina agraria y la necesidad de defensa, el simple deseo de la sociedad humana en la vasta soledad, dictaban que así debía ser. Hoy en día, el pueblo puede tener una población de miles de personas. Sin duda, eran mucho más pequeños a principios de la Edad Media, pero probablemente no deberíamos estar muy equivocados si pensamos que tenían poblaciones de algunos cientos.
De las comunidades nativas americanas reconocidas federalmente en el suroeste de los Estados Unidos, aquéllas designadas por el rey de España como pueblo en el momento en que España cedió territorio a los Estados Unidos, después de la Guerra Revolucionaria Americana, son legalmente reconocidas como pueblo por la Oficina de Asuntos Indígenas. Algunos de los pueblos también quedaron bajo la jurisdicción de los Estados Unidos, en su opinión, por su tratado con México, que había ganado brevemente el dominio sobre el territorio en el suroeste cedido por España después de la independencia mexicana. Hay 21 pueblos reconocidos a nivel federal y habitados por los indios pueblos. Sus nombres federales oficiales son los siguientes:
- Pueblo Hopi de Arizona (Yuto-Azteca)
- Pueblo de Acoma, Nuevo México (Keresano)
- Pueblo de Cochiti, Nuevo México (Keresano)
- Pueblo de Jemez, Nuevo México (Kiowa-Tanoano)
- Pueblo de Isleta, Nuevo México (Kiowa-Tanoano)
- Pueblo de Kewa, Nuevo México (Keresano)
- Pueblo de Laguna, Nuevo México (Keresano)
- Pueblo de Nambe, Nuevo México (Kiowa-Tanoano)
- Pueblo de Ohkay Owingeh, Nuevo México (Kiowa-Tanoano)
- Pueblo de Picuris, Nuevo México (Kiowa-Tanoano)
- Pueblo de Pojoaque, Nuevo México (Kiowa-Tanoano)
- Pueblo de San Felipe, Nuevo México (Keresano)
- Pueblo de San Ildefonso, Nuevo México (Kiowa-Tanoano)
- Pueblo de Sandia, Nuevo México (Kiowa-Tanoano)
- Pueblo de Santa Ana, Nuevo México (Keresano)
- Pueblo de Santa Clara, Nuevo México (Kiowa-Tanoano)
- Pueblo de Taos, Nuevo México (Kiowa-Tanoano)
- Pueblo de Tesuque, Nuevo México (Kiowa-Tanoano)
- Pueblo de Ysleta del Sur de Texas (Kiowa-Tanoano)
- Pueblo de Zía, Nuevo México (Keresano)
- Pueblo de Zuñi de Nuevo México (Zuñi)

## Lugares históricos
Los pueblos y aldeas precolombinas del suroeste, como Acoma, estaban ubicados en posiciones defendibles, por ejemplo, en mesetas altas y empinadas. Los antropólogos y los documentos oficiales a menudo se refieren a los antiguos residentes del área como culturas de pueblo. Por ejemplo, el Servicio de Parques Nacionales declara que "las culturas tardías de los pueblo construyeron las aldeas grandes e integradas que encontraron los españoles cuando comenzaron a mudarse a la zona". Los habitantes de algunos pueblos, como Pueblo de Taos, todavía habitan en edificios de adobe de pueblo de siglos de antigüedad.
Los residentes contemporáneos a menudo mantienen otras casas fuera de los pueblos históricos. El adobe y los métodos de construcción ligera que se asemejan al adobe dominan en la actualidad la arquitectura en los muchos pueblos del área, en pueblos o ciudades cercanas y en gran parte del suroeste de Estados Unidos.
Además de los pueblos contemporáneos, numerosas ruinas de interés arqueológico se encuentran por todo el suroeste de los Estados Unidos. Algunos son de origen relativamente reciente. Otros son de origen prehistórico, como las viviendas en los acantilados y otras viviendas de los pueblos antiguos o "anasazi", que surgieron como pueblo alrededor del siglo XII a. C. y comenzaron a construir sus pueblos entre el 750 y el 900 d. C.